# Gabriel Gil García
Gabriel Gil García (Madrid; 31 de julio de 2001) es un baloncestista español que pertenece a la plantilla del CB Tizona de la Primera FEB. Con 2,02 metros de estatura, juega en la posición de ala-Pívot. 

## Trayectoria deportiva
Formado en las categorías inferiores del Baloncesto Fuenlabrada y Real Madrid Baloncesto. 
En la temporada 2019-20 formaría parte de las filas del Distrito Olímpico en las que disputaría la Liga EBA, donde permanecería durante una temporada y media, ya en la mitad de la temporada 2020-21 firma por el Uros de Rivas de la misma liga.
En la temporada 2021-22, firma por el Real Canoe Natación Club Baloncesto Masculino de la Liga LEB Plata, en el que juega durante dos temporadas y en el último ejercicio en la categoría promedió 12 puntos y 7 rebotes por partido.
El 22 de junio de 2023, firma por el Club Bàsquet Sant Antoni de la Liga LEB Plata.
El 26 de enero de 2021, firma por el Club Juventud Alcalá de la Liga LEB Plata.
El 9 de agosto de 2024, firma por el FC Cartagena Baloncesto de la Primera FEB.
El 13 de junio de 2025, se incorpora al Tizona de Primera FEB.

### Selección nacional
El 15 de septiembre de 2024, forma parte de la selección española masculina sub-23 de 3x3 que logra la medalla de bronce en el Campeonato del Mundo de Mongolia tras imponerse a Lituania (21-16) en el partido por el tercer y cuarto puesto, en el que anotó 12 puntos.